# مقاطعة كوس (نيوهامشير)
مقاطعة كوس (بالإنجليزية: Coös County, New Hampshire)‏ هي إحدى مقاطعات ولاية نيوهامشير في الولايات المتحدة. ، بلغ عدد سكانها 33055 نسمة في عام 2010 حسب إحصاء مكتب تعداد الولايات المتحدة وتصل الكثافة السكانية فيها 7 نسمة/كم2.

## أعلام
- تشارلز د. باركر
- صموئيل بيمس

## وصلات خارجية
- United States Counties